# Roque Camêllo

Roque Camêllo, em cerimônia da Academia Marianense de Letras

Roque Camêllo (Bento Rodrigues, 16 de agosto de 1942 - Belo Horizonte, 18 de março de 2017) foi um professor, advogado, intelectual e político de Minas Gerais. Membro do Instituto Histórico e Geográfico de Minas Gerais e da Academia Marianense de Letras, foi o idealizador do Dia de Minas, que anualmente em 16 de julho transfere, simbolicamente, a capital mineira para Mariana.

## Biografia
Roque José de Oliveira Camêllo nasceu em Piteiro, povoado de Bento Rodrigues, Mariana. Era filho de Catinho Camêllo e Dona Zizinha, um casal de agricultores. Seus estudos iniciais foram realizados no Seminário de Mariana. Posteriormente formou-se em Letras e Direito pela Universidade Federal de Minas Gerais. Na faculdade, fundou a terceira força jovem, mobilização política que visava unir estudantes do PSD e da UDN.
Especializou-se pela Universidade de Harvard e pela France Langue, em Paris. Durante sua carreira acadêmica, foi presidente da Associação Universitária Internacional (AUI), sediada em São Paulo. Advogou e atuou na magistratura durante anos. Em Belo Horizonte foi um dos fundadores do Colégio São Vicente de Paula. Ainda na cidade, presidiu a Comissão de Defesa do Patrimônio Histórico da OAB de Minas Gerais.
Era casado com Merania de Oliveira Camêllo.

### Defesa do patrimônio histórico
Foi diretor-executivo da Fundação Cultural e Educacional da Arquidiocese de Mariana (FUNDARQ). Em sua gestão foi o responsável pelo restauro do Órgão Arp Schnitger da Catedral Matriz de Nossa Senhora da Assunção de Mariana, e pela reforma do Palácio dos Bispos e da Igreja de Nossa Senhora do Carmo, que havia sofrido um grande incêndio em 1999. Também foi o responsável pela criação do Museu da Música, arquivo que pesquisou e recuperou. O acervo foi inserido no programa Memória do Mundo, da UNESCO, trabalho pelo qual recebeu o Prêmio Nacional Rodrigo de Melo Franco.
Adquiriu verbas, junto Grupo Wembley, presidida por José Alencar, para a reforma da Matriz de Nossa Senhora da Conceição de Camargos, e do Cine Teatro Municipal.
Antes de falecer estava realizando o trabalho de pesquisa para a restauração dos antigos jardins existentes no Palácio dos Bispos, que acabaram desaparecendo com o tempo.
Era membro do Instituto Histórico e Geográfico de Minas Gerais, na cadeira 66, cuja patrona é a Princesa Isabel. Presidiu por 31 anos a Academia Marianense de Letras, Ciências e Artes, de 1986 a 2017, com seu falecimento a vice-presidente, Hebe Rola, assumiu a presidencia. Sua pesquisa de vida gerou a obra Mariana: assim nasceram as Minas Gerais, publicado em 2016.

## Política
Foi vereador de Mariana, enquanto era estudante universitário, de 1963 - 1966. Em sua vereança teve importante papel na vinda do Banco do Brasil, da Caixa Economica Federal e da CEMIG para Mariana. Conjuntamente a Jadir Macedo foi um dos responsáveis pela criação do Dia de Minas, e pela obra do contorno, impedindo o grande tráfego de automóveis no centro histórico da cidade.
Em 2004 foi eleito vice-prefeito, na chapa de Celso Cota. Em 2008 candidatou-se ao pleito, elegendo-se chefe do executivo de Mariana, pelo PSBD. Ficou no cargo até fevereiro de 2010.
Acabou sofrendo uma ação do Ministério Público, sob a suspeita de compra de votos. Afirma-se que ele teria oferecido dinheiro e contratos efetivos para que os professores da rede municipal o apoiassem naquela eleição. Durante o processo, atrasou-se na apresentação da defesa, sendo condenado e cassado. Assumiu, em seu lugar, a segunda chapa eleita, encabeçada pela Terezinha Severino Ramos (PTB).

## Homenagens
Em 2018 foi criado o Instituto Roque Camello.
Foram organizados dois livros sobre a sua pessoa. “O Roque Camêllo que conheci”, organizado pelo Dr. Mário de Lima Guerra, e “Tributo ao Professor Roque José de Oliveira Camêllo”, do Dr. Arnaldo de Souza Ribeiro.